# 蘇匡弼
蘇匡弼（1939年—2003年），臺灣嘉義市人，入伍時發生意外，頸椎以下完全癱瘓，後自己研發電動輪椅、成立協會幫助傷殘人士。

## 生平記事

### 軍中成殘
蘇匡弼出生於嘉義市， 父親蘇友讓為木材商人，嘉義中學時成績優秀而保送成功大學物理系，被高中同屆同學蕭萬長讚為才子。
蘇匡弼在1961年入伍服預備軍官役，當時已申請到外國大學獎學金。次年，他搭軍車出勤時，軍車翻覆，車上僅他生還。他頸椎第四節骨折，在軍醫院住了將近一年，四肢麻痺的情況沒有進步，因而出院回家休養。之後在家臥床時間長達六年，連蒼蠅在臉上都要別人幫忙趕走。依過去《軍人撫卹條例》規定，頸椎以下完全癱瘓是一等公殘，可領取三十二個基數，當時預備軍官月薪二百六十元，所以總共八千三百二十元，再加年撫卹金九百元以外，就沒有任何補助。親友感慨他從意氣風發變成廢人，母親還因陪伴、照顧身心俱疲驟逝。
長期臥床的蘇匡弼三天才能解一次大便，每次床舖像淹過。他開始參考外國醫學書籍，學會膀胱訓練的方法，由家人定時替他壓迫下腹以幫助排尿，解決泌尿道感染的問題。後撫卹金調整，每月平均有兩萬元，但脊椎受傷者的花費比一般人多，每個月買紙尿布、尿墊就要三千多元，每月到榮總看一次病計程車費則要五百元左右。當時他一度很絕望，直到劉建仁幫忙復健，並幫找到工作。

### 設計電動輪椅
蘇匡弼也受當由嘉義市聖馬爾定醫院的華淑芳照顧，讓他受到其精神感召，想回饋社會。該醫院為蘇匡弼募來一部當時價值二十萬的電動輪椅，復健後他手指可以操控輪椅並書寫文章，他便想到一般傷友買不起這種輪椅，產生自己研發的計畫。他訂閱了一份有關傷殘復健的英文雜誌，收集與輪椅有關消息，也會根據地址直接寫信去向有關的公司索取資料。
蘇匡弼正式著手構思電動輪椅是在1973年間。1975年底，他接受朋友委託，設計出電動三輪車，雖然後來並沒有大量生產，但對他設計有很大的幫助。他所設計的電動輪椅，有兩項特點對在當時臺灣來說是新技術：第一項是控制電路，僅以一支控制桿，即可同時控制輪椅的速度及行進方向，便於傷殘病人操縱；第二項是馬達設計，係以鐵氧體極異方性磁石為磁場的直流馬達，省電、爬坡力強，而臺灣同樣體積的馬達輸出祇有三十至五十瓦特，且一次充電後，在平坦路面可行走五十公里。同時，他設計的渦輪減速機無自制性，萬一無電或故障時，可用手推動，操作方法與一般手推輪椅同。由大學同學范信雄幫忙，向國貿局申請試製補助金，經過三個多月調查和核覆，1980年8月11日得到五十萬元補助金。
蘇匡弼在台北成立電動輪椅公司。其設計再由新埔工專電機科教師、專研語音積體電路系統的陳瑞熙改造，能以語音控制輪椅。

### 脊髓損傷者協會服務
蘇匡弼與數名同樣傷殘人士成立中華民國脊髓損傷者協會，1990年正式成立，並陸續協助各縣市成立脊髓損傷協會。草創初期缺少資金，使得協會只能在桃園八德一處鐵皮屋運作，設備簡陋，環境相當差。九二一大地震後，大量善款湧向災區，加上景氣不好，其餘捐款大幅衰減，協會收入大減。
2003年SARS期間，因肝病惡化住進臺大醫院加護病房。當年他臨終之際，勉強以顫抖的手，在注音板上以注音符號拼出歪歪斜斜的「八德」兩個字，來探望的表弟黃河明誤以為是臺北市八德路有什麼事未完成，後見到拼出「協會」等字樣，在場的人才恍然大悟，原來蘇匡弼仍掛心協會在桃園推動脊髓損傷者潛能發展中心的籌建事宜。黃河明含淚答應表哥，接下脊髓損傷潛能發展中心董事一職，透過統一基金會幫忙，三個月下來在超商共募得一千九百萬元，經過眾人一番努力下，建設所需九千萬全數募得，遂把脊髓損傷潛能發展中心稱作「新生命之家」。

## 身後
2017年4月2日，脊髓損傷基金會和台北愛樂管弦樂團特地在嘉義市舉行音樂會，以紀念脊髓損傷者協會第一任理事長蘇匡弼。
黃河明與傷友一起成立公司，取名「新生命資訊服務股份公司」，為脊髓損傷者創造就業機會。2017年公司滿十周年時，被問道什麼為脊損者奉獻這麼多？黃河明就拿出一本小冊子《蘇匡弼先生生平事略》，淡淡地說：「表哥遺願。」